# Literatura sorabă
Literatura sorabă este literatura scrisă de poporul slav occidental din Europa Centrală numit sorabi în limba sorabă (limba sorabă de sus și limba sorabă de jos).
Literatura sorabă a început cu Reforma și traducerea textelor religioase. Prima traducere a Noului Testament a fost realizată în 1549 de M. Jakubica, iar prima carte tipărită a fost lucrarea lui Albin Moller, Zpevnik a Katechism (carte de imnuri și catehism, publicată în 1574).
Biblioteca Britanică are multe exemplare de literatură sorabă timpurie, cea mai veche fiind un exemplar al rugăciunii Tatăl nostru, ce datează din 1603. Soraba de asemenea primește atenție în seamă în unul dintre primele dicționare multilingve: Thesaurus Polyglottus a lui Megiser, publicat la Frankfurt în 1603.
Aproximativ douăzeci de cărți erau utilizabile prin 1700, cele mai multe fiind despre religie. Puține din acea perioadă timpurie au supraviețuit.
Jurij Brězan a publicat cărți atât în limba sorabă de jos cât și în germană, iar Jurij Koch - în soraba de jos și în germană.

## Poezia sorabă
Poezia sorabă a înflorit la sfârșitul anilor 1800, unul dintre cei mai notabili poeți fiind Handrij Zejler, care a publicat între 1883 și 1891.

## Ziare sorabe
Cel mai longeviv dintre variatele ziare sorabe a fost Casopis Macicy Serbskeje, publicat între 1848 și 1918.